# Lebertia pushorum
Lebertia pushorum är en kvalsterart som beskrevs av Herbert Habeeb 1968. Lebertia pushorum ingår i släktet Lebertia och familjen Lebertiidae. Inga underarter finns listade i Catalogue of Life.